# تونس في الألعاب المتوسطية 1967
شاركت تونس في الألعاب المتوسطية 1967 في تونس وفازت بخمسة ميداليات ذهبية 9 ميداليات فضية و 11 ميدالية برونزية.

## الميداليات
أنهت تونس الدورة في المرتبة السادسة.